# دیگو فلورتین
دیگو فلورتین (انگلیسی: Diego Florentín؛ زادهٔ ) یک بازیکن فوتبال اهل پاراگوئه است. 
وی همچنین در تیم ملی فوتبال پاراگوئه بازی کرده‌است.